# Østhimmerlands Ungdomsskole
Østhimmerlands Ungdomsskole er en kreativ og kunstnerisk efterskole beliggende i Bælum. Ungdomsskolen har været drevet som sådan siden 1954.

## Fogedsæde
Bygningerne der i dag huser Østhimmerlands Ungdomsskole var oprindeligt områdets fogedsæde. Tiden som fogedsæde blev meget kort. Det skyldes at den gamle herredsfogeds unge førstemand blev forelsket i herredsfogedens unge kone. Som førstemand havde han hjemmel til at skrive under på diverse retsdokumenter, og derved svindlede han sig efter sigende til en stor sum penge. Ifølge historier forlyder det, at det førstemanden og herrefogedens førstemand flygtede med alle pengene til Amerika. Tilbage stod herredsfogeden med ansvar for førstemandens formodede forbrydelser. Som konsekvens heraf blev herredsfogeden smidt i sit eget fængsel, som skulle have ligget i hovedbygningens kælder. Her døde han, før han kom for retten.
Herefter blev fogedsinstitutionen flyttet til Terndrup, som senere også fik områdets sygehus og områdets kommunale administrationsbygning. Bygningerne i Bælum stod tomme. Heraf kom ideen om at oprette en højskole, og i år 1885 var højskolen en realitet med Hans Villumsen som forstander.

## Fra fogedsæde til kreativ efterskole
Bygningerne fungerede som højsskole indtil lige før 2. verdenskrig, hvor man omdannede højskolen til en landbrugshøjskole. Skolen blev i 1942 inddraget af tyskerne, og efter krigens afslutning var skolen i så dårlig stand, at man opgav at fortsætte med at drive landbrugshøjskolen. En kreds af Bælum-borgere bad herefter Gunnar Kragelund være ny forstander på det man valgte at kalde Østhimmerlands Ungdomsskole, der i 1954 modtog sit første hold sommerpiger.
Gunnar Kragelunds blev i 1983 efterfulgt af Peter Overgaard. I et interview forklarer Peter Overgaard, at Ungdomsskolen var meget frisindet i forhold til sin samtid. Det var en af de meget få efterskoler uden sengetider og uden nogle regler vedrørende kontakt mellem drenge og piger. Ungdomsskolen var klart foran sin tid med hensyn til disse regler. Det skabte stor opsigt og gav mange problemer fra utilfredse forældre, men der blev ikke ændret på reglerne af den grund, og de fastholdes stadigvæk. Berno Jacobsen trådte til i 2003 og fortsatte i stor stil skolens frisindede traditioner, og han lagde grunden til den kreative efterskole der findes i dag. Forstanderposten blev i 2018 overtaget af Jesper Brøsted, som den 4. forstander siden 1954.